# Vitteaux
Vitteaux – miejscowość i gmina we Francji, w regionie Burgundia-Franche-Comté, w departamencie Côte-d’Or.
Według danych na rok 1990 gminę zamieszkiwały 1064 osoby, a gęstość zaludnienia wynosiła 51 osób/km² (wśród 2044 gmin Burgundii Vitteaux plasuje się na 218. miejscu pod względem liczby ludności, natomiast pod względem powierzchni na miejscu 419.).